# Шахтахтинский, Абульфат Наджафгулу оглы
Абульфат ага Шахтахтинский  (азерб. Əbülfət Ağa Şahtaxtinski 17 октября 1858 — 6 марта 1913) — российский военный деятель, полковник (1910).

## Биография
Родился 17 октября 1858 года в селе Шахтахты в семье потомственных беков Эриванской губернии.
Общее образование получил в Тифлисском реальном училище.
После окончания училища, поступил в 1877 году в Петербургский технологический институт. За членство в обществе «Имдадийе» был исключен из института. В 1879 году он отправился в Москву и поступил в Лазаревский институт восточных языков. Однако в частных учебных заведениях дипломы не выдавались, и Абульфат отправился в Пруссию, где в 1880 году защитил в Гейдельбергском университете дипломную работу и получил степень бакалавра.
В службу вступил 1 сентября 1879 года юнкером рядового звания во 2-е военное Констатиновское училище. 20 сентября 1880 года — юнкер унтер-офицерского звания. 22 декабря 1880 года — портупей-юнкер. 8 августа 1881 года — подпоручик. Зачислен по армейской пехоте и с прикомандированием к Лейб-гвардии Семеновского полка. 20 сентября 1882 года переведён прапорщиком в Лейб-гвардии Семеновский полк со старшинством с 8 августа 1881 года. 14 ноября 1883 года был командирован на Офицерский курс восточных языков при Учебном отделении Азиатского департамента Министерства иностранных дел. С 30 августа 1884 года — подпоручик. 28 августа 1885 года прикомандирован к Главному штабу для слушания курса восточных языков. С 30 августа 1885 года — поручик со старшинством с 8 августа 1885 года.
28 июня 1886 года командирован в штаб Кавказского военного округа. 3 ноября 1886 года командирован в распоряжение Эриванского губернатора для на должность старшего помощника Александропольского уездного начальника. 31 декабря 1886 года постановлением Эриванского губернского правления назначен на должность старшего помощника Александропольского уездного начальника. С 20 апреля 1887 года — штабс-капитан. 7 августа 1889 года за отличие по службе произведён в капитаны.
11 ноября 1889 года переведён в Ардаганский пехотный резервный полк. С 20 декабря 1889 года командующий 2-й ротой. 26 декабря 1891 года командирован в Офицерскую стрелковую школу. 31 августа 1892 года окончил курс Офицерской стрелковой школы. 26 февраля 1896 года произведён в подполковники с переводом в 77-й пехотный Тенгинский полк. С 7 мая 1896 года временный командующий 3-м батальоном полка. 25 мая 1896 года назначен командующим 4-м батальоном. C 13 июля 1896 года командир 4-го батальона. 23 июня 1902 года назначен командующим 1-м батальоном.
16 апреля 1904 года переведен на службу в 20-й Восточно-Сибирский стрелковый полк. 4 июля 1904 года возвращён в 77-й пехотный Тенгинский полк. 19 августа С 1904 года временно прикомандирован к 259-му пехотному резервному Горийскому полку. 20 сентября 1904 года переведён в 259-й пехотный резервный Горийский полк. 2 сентября командирован в управление 5-й стрелковой бригады. 18 сентября 1904 года приступил к формированию 5-го запасного стрелкового батальона. 19 октября 1904 года уволен со службы по домашним обстоятельствам с мундиром и пенсией.
5 марта 1905 года вернулся на службу и был направлен в 212-й пехотный Бахчисарайский полк. В составе полка участвовал в русско-японской войне. 13 июня 1905 года был назначен командиром 3-го батальона.
4 января 1906 года переведен на службу в 259-й пехотный резервный Горийский полк. С 4 июня 1906 года командующий 1-м батальоном. С 29 апреля 1909 года по 2 июля 1909 года командирован в Александропольский лагерь в 1-й Кавказский сапёрный батальон для изучения сапёрного дела. С 16 марта по 22 марта 1910 года и с 17 апреля по 21 апреля 1910 года временно исполнял обязанности коменданта города Кутаис. 21 июня 1910 года произведён в полковники со старшинством с 31 мая 1910 года. 19 марта 1911 года разрешено носить нагрудный знак в память 100-летнего юбилея Ардагано-Михайловского 204-го пехотного полка. В 1912 году как военный представитель России наблюдал за манёврами швейцарской армии.
6 марта 1913 года умер от паралича сердца в городе Кутаис и был похоронен в родном селе Шахтахты.

## Награды
- персидский Орден Льва и Солнца 4-й степени (27 сентября 1889 года)
- Орден Святого Станислава 3-й степени (25 декабря 1892 года)
- Бухарский орден Золотой Звезды 2-й степени (30 марта 1899 года)
- Орден Святой Анны 3-й степени (28 июля 1900 года)
- персидский Орден Льва и Солнца 3-й степени (5 января 1901 года)
- французский знак Общества спасения на водах Верхнего Рейна (20 февраля 1903 года)
- персидский Орден Льва  и Солнца 2-й степени (20 декабря 1903 года)
- Орден Святого Станислава 2-й степени c мечами (12 октября 1905 года)
- Орден Святой Анны 2-й степени с мечами (15 января 1906 года)
- Орден Святого Станислава 2-й степени c мечами (9 мая 1907 года)
- Орден Святого Владимира 4-й степени с бантом за 25 лет безпорочной службы в офицерских чинах (22 сентября 1907 года)
- Кавказский крест в память 50-ти летнего юбилея покорения Восточного Кавказа (31 августа 1909 года)
- Медаль «В память 200-летия Полтавской битвы» (3 ноября 1909 года)
- Медаль «В память 100-летия Отечественной войны 1812 года» (17 февраля 1913 года)
- Медаль «В память 300-летия царствования дома Романовых» (21 февраля 1913 года)

## Семья
Женат на дочери Мамед-Ага Шахтахтинского Балабейим-Ханум.
Дети:
- Дочь Гонча-Бейим (31 марта 1885 - ),
- Садык-ага (3 августа 1889 - )
- Гасым-ага (19 января 1894 - )
- Наджаф-Ага (22 июля 1898 - 16 ноября 1937) — был начальником штаба артиллерийского полка Аздивизии в советское время, расстрелян по делу «Азербайджанского национального центра».
- Аббас-Ага (13 марта 1905 - 1975)